# 热拉库尔
热拉库尔（法語：Gélacourt，法語發音：[ʒelakuʁ]）是法国默尔特-摩泽尔省的一个市镇，属于吕内维尔区。

## 地理
热拉库尔（48°28'53"N, 6°43'55"E）面积4.78 平方千米，位于法国大東部大區默尔特-摩泽尔省，该省份为法国东北部内陆省份，是洛林的一部分，北邻比利时、卢森堡，北起顺时针与摩泽尔省、下莱茵省、孚日省和默兹省接壤。
与热拉库尔接壤的市镇（或旧市镇、城区）包括：巴卡拉、阿兹拉耶、布鲁维尔、梅尔维莱。

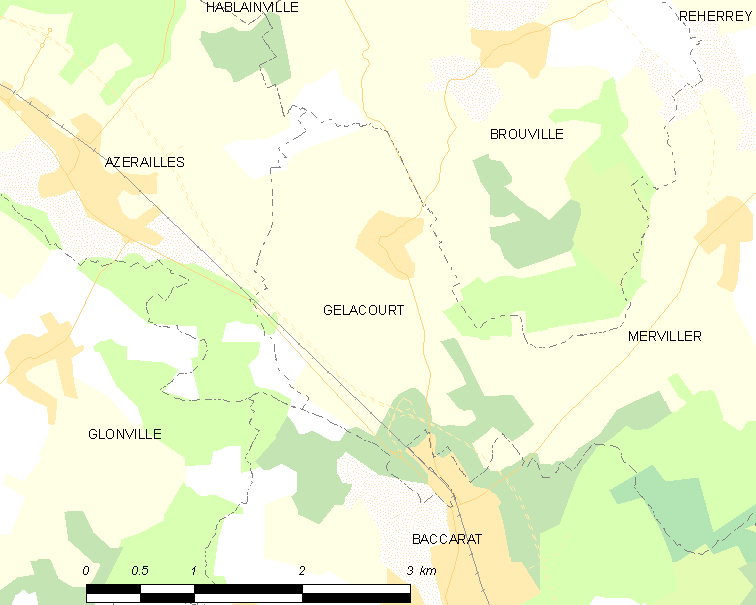
热拉库尔的OSM定位图

热拉库尔的时区为UTC+01:00、UTC+02:00（夏令时）。

## 行政
热拉库尔的邮政编码为54120，INSEE市镇编码为54217。

## 政治
热拉库尔所属的省级选区为巴卡拉县。

## 人口

1962-2008年间热拉库尔人口变化图示

热拉库尔于2022年1月1日时的人口数量为184人。